# 胡翰
胡翰（1883年—1962年）别号立吴，湖南常德人。中华民国政治人物、法官。

## 生平
胡翰生于1883年（清朝光绪九年）。曾任中国国民党中央政治会议秘书、国民政府秘书。1930年3月17日任司法院院部秘书。1933年8月18日任行政法院评事。1947年任中国国民党个旧锡厂特别党部主任委员。1948年1月10日任总统府文官处参事。赴台湾后，任总统府首席参事、司法院第二届大法官。
1962年7月，胡翰病逝。

## 著作
- 《俟庐剩稿》[2]

## 延伸阅读
[在维基数据编辑]
 《明史卷二百八十五》，出自《明史》